# Marquesado de Guadacorte
El marquesado de Guadacorte es un título nobiliario español creado el 25 de septiembre de 1690 por el rey Carlos II en favor de Luis Félix Amate de la Borda y Palacio, regidor perpetuo de Málaga.
Su nombre hace referencia al río Guadacorte, situado en la provincia de Cádiz, en Andalucía.
Fue rehabilitado en 1923 por el rey Alfonso XIII, recayendo en persona de Manuel María López de la Cámara.

## Marqueses de Guadacorte
- Luis Félix Amate de la Borda y Palacio, I marqués de Guadacorte, regidor perpetuo de Málaga y caballero de la Orden de Calatrava.[1] A su muerte, los derechos de sucesión pasaron a su hermano menor, el capitán Gerónimo Antonio Amate de la Borda, casado con Luisa Fernández de Córdoba y Montesinos, de cuya descendencia proviene el actual marqués.

El 9 de julio de 1923, un real decreto de Alfonso XIII lo rehabilitó en favor de:
- Manuel María López de la Cámara y Domínguez, II marqués de Guadacorte.[3]

El 1 de diciembre de 1950, previo decreto del 4 de noviembre de 1949 (BOE del día 19), le sucedió, por convalidación, su hijo:
- Manuel López de la Cámara y Rodríguez-Acosta. III marqués de Guadacorte.[3][2]

Casó con Laura Gutiérrez Perfecttl. El 24 de junio de 1980, previa orden del 27 de mayo de 1980 para que se expida la correspondiente carta de sucesión (BOE del 17 de junio), le sucedió, por cesión:
- Rafael de Tramontana y Gayangos, IV marqués de Guadacorte, caballero de la Orden de Malta y de la Orden Constantiana de San Jorge.[6][2]

El 29 de abril de 2002, previa orden del 2 de octubre del 2001 para que se expida la correspondiente carta de sucesión (BOE del día 29), le sucedió, en ejecución de sentencia:
- Manuel López de la Cámara Gutiérrez, V marqués de Guadacorte.[2]

El 29 de junio de 2011, previa orden del día 9 de ese mismo mes (BOE del día 27), le sucedió, en ejecución de sentencia, el anterior titular:
- Rafael de Tramontana y Gayangos (Lima, ¿?-Madrid, 9 de abril de 2018),[9] VI marqués de Guadacorte.[2] Le sucedió su hermano en 2020:

- Lucas de Tramontana y Gayangos, VII marqués de Guadacorte.[10]